# Calma
Den här artikeln är helt eller delvis baserad på material från engelskspråkiga Wikipedia, Calma, 16 december 2024.
Calma Company var ett företag baserat i Sunnyvale i Kalifornien som mellan 1965 och 1988 sålde digitaliseringsutrustning och minidator-baserade grafiska arbetsstationer för kartografi, EDA samt mekanik- och arkitektur-inriktade tillämpningar av datorstödd konstruktion.
De är speciellt kända för att ha skapat GDSII-formatet för konstruktion av integrerade kretsar. Calmas verktyg användes bland annat på RIFA för IC-konstruktion på 1980-talet.
Företagets elektronikavdelning (EDA-systemen) gick upp i Valid Logic Systems i april 1988, och denna del köptes år 1991 upp av Cadence Design Systems. Mekanik- och arkitekturavdelningarna köptes av Prime Computer i januari 1989, vilket i sin tur köptes av Parametric Technology Corporation (PTC) år 1998.